# 危険な関係 (1988年の映画)
『危険な関係』（きけんなかんけい、英: Dangerous Liaisons）は、1988年のアメリカ映画。ラクロの同名小説の映画化作品。
1988年のアカデミー賞で脚色賞、衣裳デザイン賞、美術賞の3部門を受賞した。

## ストーリー
革命近い18世紀パリ。メルトイユ侯爵夫人は、ゲーム感覚で秘密の恋を楽しむ未亡人だった。自分を捨てた愛人のバスティード伯爵が18才のセシルと結婚すると知り、復讐の計画を練るメルトイユ侯爵夫人。プレイボーイのバルモン子爵にセシルの処女を奪わせ、バスティード伯爵を笑い者にしようというのだ。

バルモン子爵も、かつてはメルトイユ侯爵夫人と愛し合った仲だった。小娘を引っ掛ける簡単な仕事などプレイボーイの名が廃ると断るバルモン子爵。今の子爵は、貞淑で名高いトゥールベル夫人を手に入れることに夢中なのだ。しかし、トゥールベル夫人はセシルの母であるボランジュ夫人から、子爵の悪い噂を聞かされ用心していた。

邪魔をされた子爵は腹を立て、計略を練ってセシルを妊娠させ、トゥールベル夫人をも手に入れた。一方、メルトイユ侯爵夫人は、セシルの初恋の相手である世間知らずな若者ダンスニーを篭絡し、新しい恋人にしていた。

バルモン子爵とトゥールベル夫人の仲が、実は真実の恋愛だと気づく侯爵夫人。心の底でまだ子爵を愛している侯爵夫人は、嫉妬に駆られて子爵を挑発した。自分が恋に支配されていると指摘された子爵は、プレイボーイのプライドゆえにトゥールベル夫人に別れを告げた。傷心のあまり死病を患うトゥールベル夫人。

初恋のセシルが蹂躙されたことを知った若者ダンスニーは、バルモン子爵に決闘を申し込み、致命傷を負わせた。バルモン子爵は死に際にトゥールベル夫人への謝罪を言付け、侯爵夫人の悪巧みを暴露した。
メルトイユ侯爵夫人は、社交界の名声と愛するバルモン子爵の両方を失ったのだった。

## キャスト
※括弧内は日本語吹替
- メルトゥイユ侯爵夫人 - グレン・クローズ（田島令子）
- ヴァルモン子爵 - ジョン・マルコヴィッチ（津嘉山正種）[2]
- トゥールベル夫人 - ミシェル・ファイファー（島本須美）
- セシル - ユマ・サーマン（牧本千幸）
- ル・シュヴァリエ・ラファエル・ダンスニー - キアヌ・リーブス（島田敏）
- ボランジュ夫人 - スージー・カーツ（沢田敏子）
- ロズモンド夫人 - ミルドレッド・ナトウィック（京田尚子）
- アゾラン - ピーター・カパルディ（曽我部和恭）
- エミリー - ローラ・ベンソン
- ジュリー - ヴァレリー・ゴーガン

## 関連映画作品
全て原作は『危険な関係』
- 危険な関係 (1959年の映画)
- スキャンダル (2003年の映画)
- クルーエル・インテンションズ
- 恋の掟